# Anatolij Ladow
Anatolij Konstantinowicz Ladow (ros. Анатолий Константинович Лядов; ur. 29 kwietnia?/11 maja 1855 w Petersburgu, zm. 15 sierpnia?/28 sierpnia 1914 w Połynowce k. Nowogrodu) – rosyjski kompozytor, pedagog i etnograf.

## Życiorys
Był synem dyrygenta operowego i działał jako kapelmistrz operowy. Kształcił się pod kierunkiem Nikołaja Rimskiego-Korsakowa w konserwatorium petersburskim (w wieku 22 lat asystował Rimskiemu-Korsakowowi przy orkiestracji Tańców Połowieckich z opery Kniaź Igor Aleksandra Borodina), obdarzony również wielką wrażliwością kolorystyczną, posiadł podobnie znakomity warsztat instrumentacyjny. W 1878 został wykładowcą teorii muzyki, potem także kompozycji w konserwatorium w Petersburgu. Jego uczniami byli m.in. Siergiej Prokofjew i Nikołaj Miaskowski.
Jego twórczość, mająca narodowy charakter, pozostawała pod wpływem Chopina, Schumanna oraz Potężnej Gromadki, a w późniejszych latach także Skriabina i impresjonistów.
Znaczną część swojej działalności skupił na studiach nad folklorem rosyjskim.

## Twórczość
Ladow komponował bardzo powoli, niewiele (jego przyjaciele mówili nawet, że komponował przy pomocy lupy, zaś skomponowanie 3-minutowego poematu symfonicznego Baba Jaga zajęło mu 10 lat), ponadto bardzo krytycznie podchodził do swojej twórczości – stąd pozostawiony przez niego dorobek kompozytorski jest raczej skromny. Osiągnął mistrzostwo w kompozycjach orkiestrowych, do dziś zachwycających gęstą i bogatą fakturą oraz wspaniałą instrumentacją. Ponadto opracowywał utwory ludowe.
Był autorem pomysłowych w instrumentacji poematów symfonicznych, opartych na baśniowej tematyce rosyjskiego folkloru (Baba Jaga, Zaczarowane jezioro, Kikimora). Motywy rosyjskie występują również w 8 ludowych Pieśniach rosyjskich na orkiestrę (1906). W utworze symfonicznym Z Apokalipsy (1913) przejawia się wpływ Aleksandra Skriabina.
Ważną pozycję w twórczości Ladowa stanowią kompozycje fortepianowe, gdzie wyraźnie zaznaczają się wpływy twórczości Roberta Schumanna i Fryderyka Chopina – etiudy, bagatele, Barkarola Fis-dur (1898), mazurki, polonezy, preludia, popularna Tabakierka (1893), Wariacje na temat polski.

## Wybrane utwory
- Poematy symfoniczne
  - Baba Jaga, op. 56 (1904)
  - Zaczarowane jezioro, op. 62 (1909)
  - Kikimora, op. 63 (1909)
- miniatury, w tym popularna Muzyczna tabakiera, op. 32 (1893)
- Osiem pieśni rosyjskich, op. 58 (1905)
- Z Apokalipsy, op. 66 (1913)